# 印太盜目魚
印太盜目魚（学名：Lestidiops indopacifica）為輻鰭魚綱仙女魚目帆蜥魚亞目魣蜥魚科的一種，分布於印度西太平洋海域，為深海魚類，深度15-330公尺，體長可達2.3公分，棲息在中層水域，生活習性不明。
其种加名indopacifica意为“印度洋-太平洋的”。